# Turdoides bicolor
Turdoides bicolor là một loài chim trong họ Leiothrichidae.